# João Mendes de Almeida
João Mendes de Almeida (Caxias, 25 de maio de 1831 — São Paulo, 16 de outubro de 1898) foi um jurista, político, jornalista e líder abolicionista brasileiro.

## Biografia
Figura ilustre no meio jurídico, João Mendes nasceu em Caxias, Maranhão, e iniciou seus estudos na Faculdade de Direito de Olinda e logo em seguida transferiu-se para São Paulo, onde concluiu o curso em 1853.
Assim que se formou, assumiu o cargo de juiz em Jundiaí (SP) e depois na capital paulista. Nesses cargos, permaneceu por cinco anos, até que resolveu abandonar a magistratura para ingressar no universo político, sendo deputado geral pelo estado do Maranhão em duas legislaturas e por São Paulo em três legislaturas.
É autor do Dicionário Geográfico da Província de S. Paulo  Sua versatilidade também ficou marcada pela atuação na imprensa. Fundou e dirigiu os jornais A Lei, A Opinião Conservadora, A Ordem, A Autoridade, A Sentinela e A Sentinela Monarquista, todos em São Paulo. Mas sua atuação mais marcante, conforme relatam os registros históricos, foi à frente do movimento abolicionista. Líder do Partido Conservador, de 1859 a 1878, foi o principal redator da Lei do Ventre Livre, a qual defendeu através da imprensa. Uma de suas características mais marcantes era a generosidade. Quando alguém precisava de seus serviços e não podia pagar, ele atendia gratuitamente.
Para homenageá-lo, a cidade de São Paulo denominou a praça onde tinha sua residência de "Praça Doutor João Mendes", na qual foi edificado o fórum que leva o nome de seu ilustre filho João Mendes de Almeida Júnior.

## Genealogia
João Mendes de Almeida foi casado com Ana Rita Fortes Leite Lobo. Era irmão de Cândido Mendes de Almeida, ambos filhos do capitão-de-milícias Fernando Mendes de Almeida, português, que se radicou em 1816, na cidade de Caxias, Maranhão, onde se casou com Esméria Alves de Sousa. Era neto dos portugueses João Mendes de Almeida e Maria Escolástica da Fonseca Ramos. Seu filho João Mendes de Almeida Junior tornou-se importante advogado e jurisconsulto, seguindo os passos do pai.